# آب‌انبار رستم گیو
آب‌انبار رستم گیو مربوط به دوره قاجار است و در یزد، حاشیه بلوار بسیج واقع شده و این اثر در تاریخ ۱۵ دی ۱۳۷۵ با شماره ثبت ۱۸۲۹ به‌عنوان یکی از آثار ملی ایران به ثبت رسیده‌است. با توجه به قرار گرفتن آن در حاشیه بلوار بسیح، این بنا تبدیل به جاذبه توریستی زیبایی شده‌است.

## معماری
این آب‌انبار بر روی دشت صاف طبقات خاک رس قرار گرفته‌است. طراحی گنبد این آب‌انبار به شکل شلغمی بوده و با طرح سرو با استفاده از آجر فرش شده‌است. در کنار آن چهار بادگیر چهار طرفه بلند قرار گرفته‌است. این آب‌انبار دارای خزینهٔ بزرگ استوانه‌ای شکلی است که گنجایش نگهداری حدوداً ۲۳۰۰ متر مکعب آب را داراست. قطر دهانه این استوانه ۱۴ متر و عمق آن ۱۵ متر می‌باشد.
نوع آجر بکار رفته در ساخت این بنا، آجر فرشی معروف به آب‌انباری است؛ و از ملات ساروج برای ساختن آن استفاده شده‌است. تاق نما و سردر ورودی نیز منقوش کاری و کادربندی شده‌است.

## ساخت
زمان ساخت این آب‌انبار، اوایل سالهای جنگ جهانی دوم سال ۱۳۲۰ می‌باشد. عملیات ساخت آن، ۲ سال طول انجامیده است. تمام هزینه ساخت آن توسط رستم گیو که نماینده وقت زرتشتیان در مجلس شورای ملی بود انجام شد. معمار این بنای تاریخی استاد حاج محمد ابراهیم خرمشاهی است و نظارت بر ساخت آن را ارباب جمشید امانت بر عهده داشته‌است.
از دیگر ویژگی‌ها، این است که دارای دو دهانه است که دو محله زرتشتیان و مسلمانان که با فاصله ۲ کیلومتر دور از هم قرار داشتند، می‌توانستند از آن استفاده کنند.

## وضعیت کنونی
با توجه به خشکیده شدن قناتها، این آب‌انبار نیز فاقد آب است و آب خانه‌ها از آب لوله کشی شهری تأمین می‌شود.

## پیون به بیرون
- تارنمای صدا و سیمای مرکز یزد
- دانشنامه تاریخ معماری ایرانشهر